# Eric Bailly
Eric Bertrand Bailly (n. 12 aprilie 1994, Bingerville, Abidjan Autonomous District⁠(d), Coasta de Fildeș) este un fotbalist ivorian, care joacă pe post de fundaș central la Villarreal în La Liga. Pe plan internațional, are prezențe la națională pentru Coasta de Fildeș.

## Carieră

### Espanyol
Născut în Bingerville, Bailly s-a alăturat sistemului de tineret al RCD Espanyol în decembrie 2011, în vârstă de 17 ani. Bailly a fost văzut de Emilio Montagut de la Espanyol după ce a participat la un turneu de tineret din Burkina Faso, organizat de compania spaniolă Promoesport. Unele înregistrări din acel moment conțin eronat numele său ca Eric Bertrand (numele său intermediar a interpretat greșit numele său de familie). El a primit doar un permis de muncă în luna octombrie a anului următor și a făcut debutul său ca senior în campania 2013-14 cu rezervele, în Segunda División B.
La 5 octombrie 2014, Bailly a debutat cu prima echipă  și în La Liga, fiind un înlocuitor târziu într-o victorie cu 2-0 cu Real Sociedad. A fost promovat la echipa principală la scurt timp după.

### Villarreal
La 29 ianuarie 2015, Bailly a semnat un contract de cinci ani și jumătate cu echipă din La Liga, Villarreal, pentru o sumă de 5,7 milioane de euro, în principal ca înlocuitor al lui Gabriel Paulista, legat de Arsenal. El și-a făcut debutul pentru Submarinul Galben pe 22 februarie, începând cu o victorie cu 1-0 împotriva lui Eibar.
La 19 martie, Bailly și-a făcut debutul în UEFA Europa League, fiind eliminat într-o înfrângere cu 2-1 împotriva Sevilliei.
La 18 octombrie 2015, Bailly a fost eliminat la scurt timp după intervalul într-o înfrângere cu 2-1 cu Celta de Vigo pe Estadio El Madrigal. A făcut șapte apariții pe măsură ce echipa a ajuns în ultimele patru din Europa League 2015-16; la 22 octombrie a marcat primul său gol din carieră și doar unul pentru echipă, pentru a încheia o victorie de 4-0 cu Dinamo Minsk.

### Manchester United
La 8 iunie 2016, Bailly sa alăturat echipei din Premier League, Manchester United, pentru o sumă raportată de 30 de milioane de lire sterline, semnând un contract pe patru ani, cu opțiunea a celorlalte două. El a fost primul jucător semnat de atunci noul lor manager, José Mourinho.